# 村上和宏
村上 和宏（むらかみ かずひろ、1967年11月19日 - ）は、東海ラジオ放送のアナウンサー。広島県広島市出身。専修大学法学部卒業。1991年の入社後は、主にスポーツアナウンサーとして活動するかたわら、報道制作局で第二制作部長や次長を務めている。

## 人物・エピソード
- 趣味はジャズ[2]、アニメ、観劇、城めぐり。
- 中日ドラゴンズの山本昌とはプライベートでも親交があり、一緒にカラオケに行くと先に歌いたい歌を歌われてしまうというエピソードを発言しているほか、山本が200勝を達成した際の東海ラジオで放送された特別番組の進行役を担当した。
- 自他共に認めるアニメオタクであるとともに、東海地区では毒舌で有名なアナウンサー。しかし1998年から開始した「アニメソングリクエスト」（当時はレギュラー番組、現在は年末年始のいずれかに特別番組として放送）の放送中、同局で放送しているアニラジ番組とパーソナリティの声優（林原めぐみ・小森まなみ・國府田マリ子ら）とアニラジ番組のリスナーを名指しで非難しハガキの内容が気持ち悪いと失言を犯し、リスナーからの猛抗議を受けるとともに上長からも叱責されたという出来事もあった。また、原田知世のファンでもある。
- 東京ヤクルトスワローズマスコットのつば九郎と仲がよく、普段からメールをやりとりする仲らしい[3]。
- 浅尾拓也が中日の現役投手時代に入場曲として用いていた「1-9(theme from No.41)」（nobodyknows+）では、実況風のナレーションを担当している。

## 出演

### 現在
- Live Dragons!（不定期で担当 月 - 金 17:15 - 19:00）
- NEWS（中日新聞ニュース）
- 東海ラジオ ガッツナイターなどのスポーツ中継（名古屋国際女子マラソン→名古屋ウィメンズマラソン・競馬）
  - 2010年11月6日には、日本シリーズ第6戦・中日対千葉ロッテマリーンズのナイトゲーム（ナゴヤドーム）のラジオ中継で実況を担当。日本シリーズで試合時間の制限を撤廃してから初めて、延長15回までもつれ込んだ試合であったが、18:11の開始から23:54の終了まで、5時間43分に及ぶ長丁場を経験した。
  - 2019年5月26日（土曜日）・27日（日曜日）に神宮球場で催された中日対ヤクルトのナイトゲームでは、ヤクルトの地元局である文化放送が『ガッツナイター』向けに裏送り方式で制作した中継（26日のみ福井放送と山口放送でも同時ネット）で実況を任された。文化放送がこの年から土・日曜ともプロ野球中継をレギュラーで編成していないことによる措置だが、26日の中継のように、全国放送（NRNナイター）扱いの中継でビジター球団の地元局に所属するアナウンサーが実況に起用されることは異例である[4][5]。
  - 2019年には、5月5日の中日対ヤクルト戦（ナゴヤドーム）で『ガッツナイター』と『テレビ愛知　10チャンベースボール』で中京ローカル向けの同時生中継を実施した関係で、中日側のベンチリポーターとして双方の中継へ交互に出演。以降の中日戦でも、東海ラジオとテレビ愛知で同時に中継したホームゲーム4試合でベンチリポートを兼務した。2020年度以降も、上記の場合にはベンチリポートを兼務。
  - 森貴俊がスポーツ実況要員として入社するまでは、名古屋グランパスの取材や、グランパス公式戦の完全生中継の実況も担当していた。管理職を兼務するようになってからは、サッカーの担当を外れている。
  - 前述の金曜日『first touch』担当開始に伴い、2023年9月より前日の木曜日については『ガッツナイター』の出演を外れる事となった。2024年度は上記の理由で、週末の勤務日程に影響しない範囲内[6]で随時担当に移行した。
  - 競馬中継の担当は『直球勝負!大澤広樹』の終了とともにレギュラー中継が終了したことに伴い事実上退いていたが、競馬の実況担当であった大澤広樹が2023年3月の高松宮記念を最後に担当を退いたため、同年12月のチャンピオンズカップで久々に実況。しかし、『first touch』を帯で担当するようになった2024年は、高松宮記念・チャンピオンズカップともに吉川秀樹に譲っている。
- なごやか寄席（案内役、2019年10月 - 。ナイターシーズン中は月曜ナイターの雨傘番組として放送していたが、2022年10月より不定期で『なごやか寄席～with urban jazz night～』として、日曜深夜（月曜早朝）の休止時間帯に放送）

### 過去
- first touch（月-木 4:45 - 6:00、2023年9月-2025年3月）
  - 当番組のDJで金曜も含めて平日全日を担当していた安蒜豊三が、2023年9月より東海テレビ『ニュースOne』の金曜レギュラーとして出演することになったため、2023年9月1日より金曜のみDJとして担当。2024年度から安蒜が『ニュースOne』の総合キャスターとなった関係で、月-木曜日の担当となる。
- ドラヂカラ!!（2016年4月 - 2019年3月、金曜担当）
- 週刊!!グランパスタイムズ（1999年頃～2001年）
- 村上和宏のまちがいないね!（1999年10月～2000年3月。日曜日18時～20時）
- ドラゴンズNo.1ジョッキー（2005年～2007年）
- 2COOL!（2004年木曜日、2008年・2009年金曜日）
- アニメソングリクエスト
- 朝のなつメロ（「ドーナツアワー」）
- チア・スポ～Cheer Sport(2011年10月～)
- 伃利子 サンデーカフェ
- タクマ・神野のどーゆーふー（「ドラ番!ムラカミスポーツ」のみコーナー出演、2019年4月1日より1年間）
- 村上和宏のドラゴンズステーション（火 - 金曜パーソナリティ、2020年4月 - 9月）
- 荒磯親方 横綱人生道 → 二所ノ関親方 横綱人生道（2020年10月 - 2022年9月。大相撲開催の奇数月に放送の代替番組の進行も務める）

## CM
過去に出演したものも含む
- 黒川東中日ハウジングセンター
- 貝沼建設（鹿島忠、宇野勝らとともに出演）
- ファミリーカーショップ（村上はサッカー解説者、同僚の源石和輝が実況アナで出演）

など